# Kommuna (középkor)
A kommuna önkormányzattal rendelkező város volt a középkori Észak-Itáliában. A 11-12. század folyamán a városok megszerezték önállóságukat földesuruktól. Független városállamokká, köztársaságokká váltak majd kialakították intézményeiket. A 12-13. század során gazdasági erejük megnőtt, így sikerült függetlenségüket az önállóság felszámolására törekvő császári hatalomtól megvédeniük. Belső társadalmi feszültségeiket kihasználva azonban a 13. század végén, 14. század elején legtöbbjükben egy-egy nemesi család sikeresen ragadta magához a hatalmat és egyeduralmat (signoria) épített ki.

## Kialakulása
Észak-Itália a 10-11. században a Német-római Birodalom része volt. A terület a Karoling-kor óta grófságokra és őrgrófságokra oszlott, az ezek élén álló grófok illetve őrgrófok általában a nagyobb városok püspökei is voltak. A várost körülvevő vidék (contado) így a város irányítás alá tartozott. A gróf vazallusai általában a városban laktak, birtokaik viszont a contado területén feküdtek. A nagyobb (capitanei vagy milites maiores) és a kisebb hűbéresek (valvassor, milites minores vagy secundi milites) bekapcsolódtak a város gazdasági életébe, leginkább a kereskedelembe. Ebből meggazdagodtak és a többi kereskedővel, módosabb polgárokkal együtt a város vezető testületét alkották. Az, hogy a többi európai várostól eltérően a nemesség is a városban lakott a település képén is nyomot hagyott.

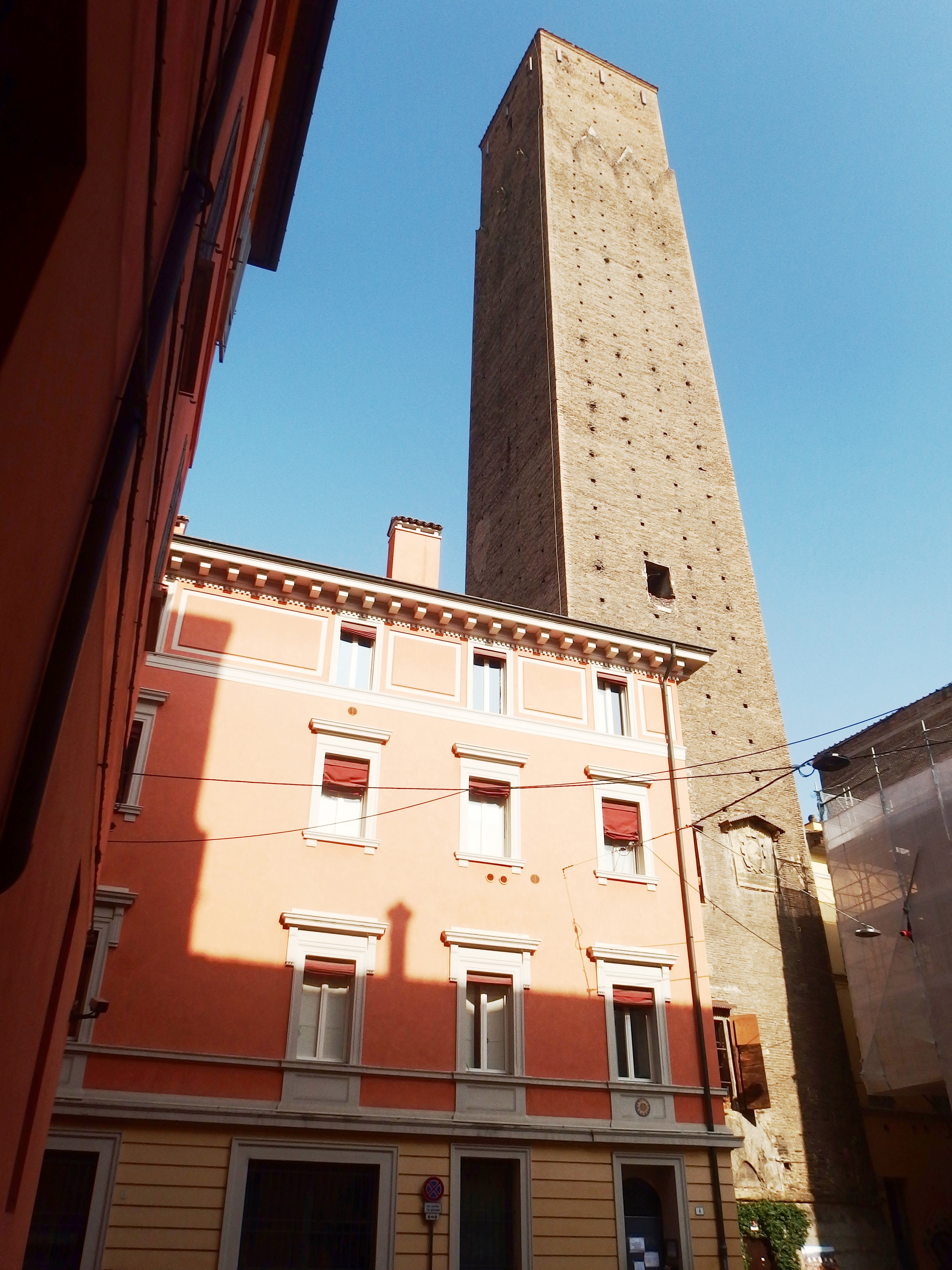
A Torre dei Prendiparte Bolognában

A nemesek ugyanis vidéki társaikhoz hasonlóan  tornyokat (torre) építettek, melyben egész családjukkal, udvartartásukkal, egyes kisebb vazallusaikkal együtt éltek. Benjamin de Tudela zsidó utazó szerint a nagyobb városokban tízezer torony is volt (Firenzében 1180-ban ténylegesen 135).
A 11. század elejétől kezdetét vette a kommunaharc, vagyis a városi közösségek (communák, conjuratiok) harca a város feletti uralomért a püspök-grófok ellen. A folyamat általában békés módon ment vége, a bírói és közigazgatási hatalmakat a kommuna szerezte meg, a püspöké az egyházi irányítás maradt. Mivel a püspöknek sokszor volt szüksége pénzre, a meggazdagodott városi polgárok egyre gyakrabban kölcsönöztek neki. Ezért cserébe a püspök egyre több jogot engedett át a polgároknak. A püspök tanácsadó testületébe (consulta) a hűbéresek mellé a városi polgárok is bekerültek, így azok véleményét egyre gyakrabban kellett meghallgatnia, a testületből így idővel városi tanács alakult ki. Ahol a püspök nem akarta a hatalmat kiengedni a kezéből, ott a polgárok a gregorián reformokat kihasználva léptek fel ellene pl. Milánó: pataria mozgalom). Elűzték például a szimóniát gyakorló vagy a cölibátust megszegő püspököket és papokat, a világi és egyházi hatalom szétválasztására hivatkozva kiszorították őket a város irányításából. Ehhez a gregorián pápaságtól kaptak támogatást. A városok tehát már ekkor az invesztitúraharcokban a pápa oldalára álltak. A 11. század végére, 12. század elejére a legtöbb város polgársága megszerezte a város irányításának jogait.
Az önállósulási törekvések a világi grófok városait is érintették: Paviában 1024-ben lerombolták a városban lévő grófi palotát, még a császár is csak a városon kívül állomásozhatott seregével. Luccában 1081-ben megtiltották, hogy a királynak a város hatmérföldes körzetében palotája legyen.

## A kommuna működése
A kommuna legfontosabb szerve a népgyűlés (arengo, concio, semblatorium, parliamentum) volt. Itt választották meg a városi tanács (senatus, consiglio) tagjait, valamint az ügyintézést végző 4-12 (néha még több) consult. A consulok megosztották egymás között a hatalmat (pl. Genovában 6 consul a közigazgatást, 4 a bíráskodást intézte, a többi pedig a hajózással, a piacok ellenőrzésével vagy katonai ügyekkel foglalkozott. A milánói consulok társadalmi csoportokat képviseltek: 10 a nemesi családokat, 8 a lovagokat, 5 a gazdagabb polgárokat).
A népgyűlés tagja az lehetett, akinek háza volt a városban. Ide tartozott az apró népnek (popolo minuto) nevezett kézművesek, földművesek csoportja is, akik szolgákkal nem rendelkeztek. Az akár több száz fős városi tanácsnak viszont csak a módosabbak (popolo grosso "zsíros, kövér nép") lehettek tagjai. A papság külön kiváltságokkal rendelkezett (nem katonáskodtak, nem fizettek adót, egyházi bíróságok ítélkeztek felettük), így gyakran ők is bekapcsolódtak a kereskedelembe, vagy fordítva: kereskedők léptek be az alsópapság tagjai közé, hogy azok kiváltságaiban részesüljenek. Velük a polgárság többi része rendszeresen került emiatt összeütközésbe.
A város haderejét a lakosok adták. A nemesség a lovasságot, a kézművesek, kiskereskedők pedig a gyalogságot állították ki. Ilyen és más irányú kötelezettségeiket, életmódjukat a városi szabályzatok (statútumok) rögzítették. Megszabták az öltözködést, szabályozták a nemesi tornyok magasságát,  tiltották a túlzott luxust vagy politikai szövetségek létrehozását.
A városok növekedésével területi alapú belső igazgatásuk is kialakult. A városrészek (contrade, vicinanze, qartini, sestiere) képviselői is helyet kaptak a városi tanácsban. Szintén megjelentek itt a Céhek (arti) küldöttei. A környező falvak is a város igazgatása alá tartoztak, a földművesek 19 vagy 29 éves bérleti szerződést kötöttek a városban lakó földbirtokossal, akinek földjáradékot fizettek, vagy a termés harmadát-felét adták be. A falusiak (contadino) szabad költözési joggal rendelkeztek, vagyis a klasszikus jobbágyság nem volt jellemző a városokra. Másodrendű polgároknak számítottak, ám ha beköltöztek városlakók (cittadino) lettek. Ezt általában a vidék elnéptelenedésének megakadályozása miatt a városok korlátozták. A Sienába költöző paraszt városi polgárrá válhatott, ha más városból érkezett 4 hónap, ha Siena contadójából jött 10 év alatt (és telkét is elveszítette). A 12. század folyamán több helyen a falvak is kivívták önállóságukat, szabad községek (borghi franchi) lettek és a városiakkal azonos jogokkal rendelkeztek.

## Az önállóság megvédése

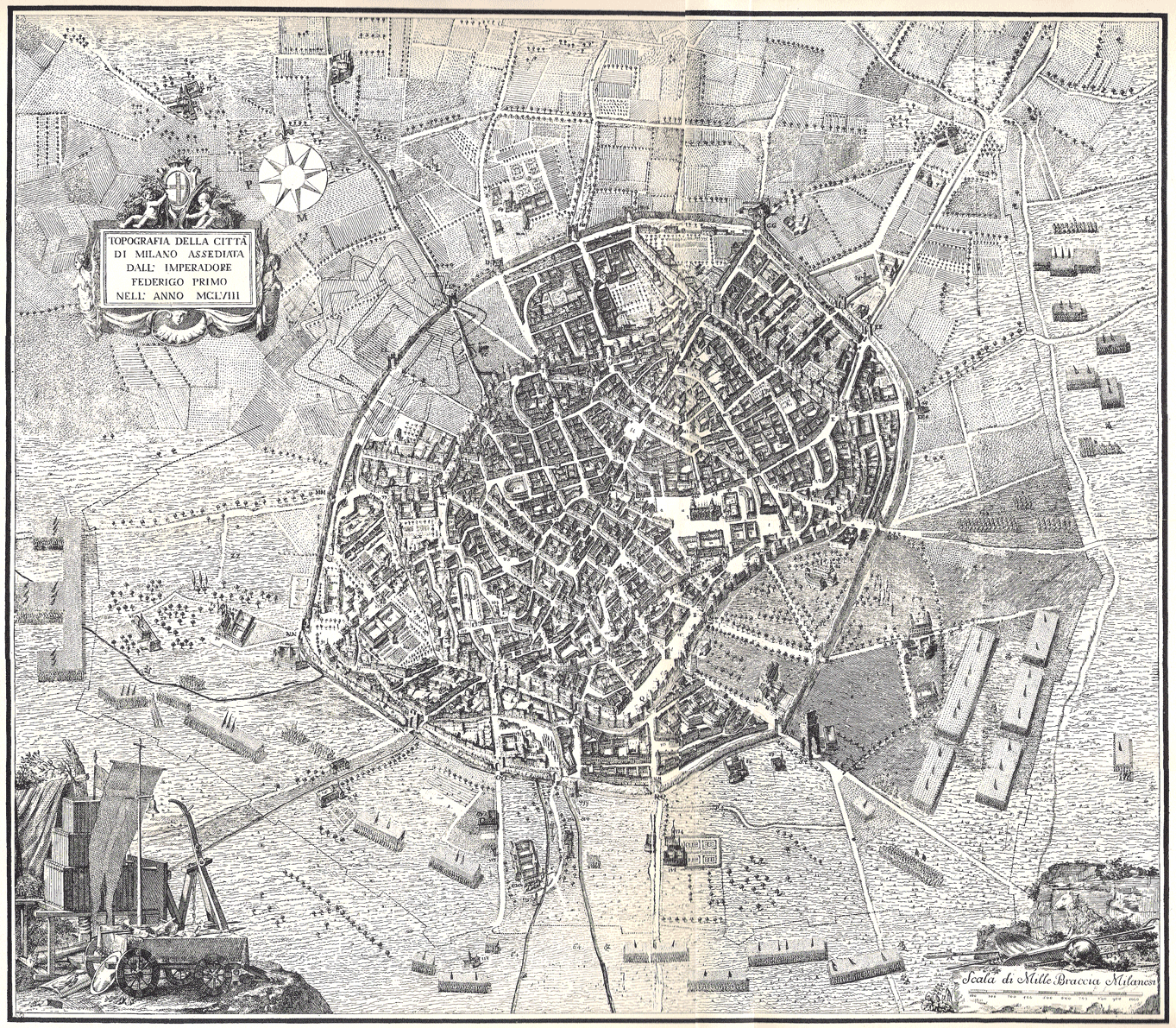
Milánó térképe 1156-ból

A 12. század közepén az észak-itáliai városok szembekerültek a kiváltságaik megszüntetésére törekvő császári hatalommal. I. (Barbarossa) Frigyes 1158-tól német megbízottakat (podesta) állította városok élére. Amikor a városok ennek ellenálltak, fegyverrel lépett fel ellenük (pl. 1162-ben leromboltatta Milánót). A városok a pápával szövetkezve létrehozták a Lombard Ligát, mely 1176-ban Legnanónál legyőzte a császár seregét. Az 1183-as velencei békében a császár - a névleges fennhatóság fenntartásával - elismerte a városok önállóságát.

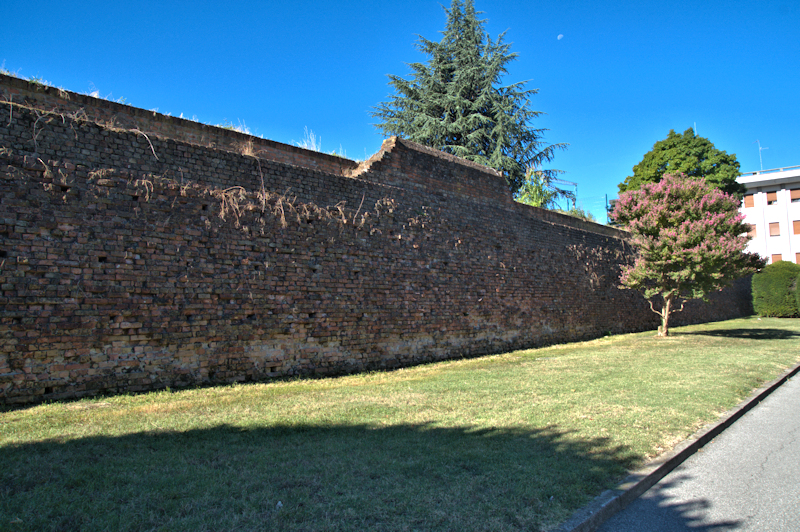
Crema városfalai napjainkban

Ez az időszak a városok gazdasági fellendülésének ideje is. A Levantei kereskedelem keresztes háborúk miatti megélénküléséből egyre nagyobb jövedelemre tettek szert. Pisa flottája már a 11. században kiszorította az arabokat Korzikáról és Szardíniáról. A későbbiekben Pisa és Genova küzdött a tengeri hegemóniáért, mely az utóbbi győzelmével zárult. Firenze, Milánó és Lucca a céhes ipar fontos központjaivá váltak. A gazdagodást, növekedést az új, hosszabb városfalak épülése is jelezte.

## Társadalmi ellentétek
A gazdagodás a városokban nem érintett mindenkit. A popolo minuto tagjai városnegyedenként és céhenként is szervezkedtek a nemesek és gazdag kereskedők kizárólagos hatalma ellen. Ez összekapcsolódott az invesztitúraharcok újabb fellángolásával (II. Frigyes és IX. Gergely, majd IV. Ince között). Kialakult a guelfek (általában a szegényebb polgárság, a pápát támogatták) és a ghibellinek (gazdagabb polgárság, a császárt támogatták) pártja. A küzdelem többnyire a popolo minuto győzelmét hozta: Milánóban a főnemesség és a kisnemesség mellett 1198-tól a kézművesek, 1214-től a kereskedők is helyet kaptak a város vezetésében. Szintén a nép érdekeit képviselte a népkapitányi (capitanei del popolo) intézmény bevezetése. Népkapitánnyá általában nemesi származásúakat választottak, akik a szegényebb polgárságot képviselték a város vezetésével szemben. Nagyobb viták rendezésére vezették be a podesta tisztségét. Őt meghatározott időre (fél-három év) választották olyanok közül, akiknek semmilyen érdekeltségük (birtok, vagyon, rokonság) nem volt a városban. A pártatlan döntőbírók hivatali idejük lejártával felelősségre vonhatóak voltak. A tisztségre főleg jó nevű nemesi családok képviselőit hívták meg, a legnépszerűbbek megbízatását többször is meghosszabbíthatták, vagy más városok is felkérték őket. Így podestacsaládok is kialakultak, például a parmai Rossi család 12 tagja töltötte be a tisztséget különböző városokban. Podestának időnként a püspököt vagy a pápa küldötték is felkérték.

## Bukása
A kommunák bukását a 13. század végén, 14. század elején a belső társadalmi ellentéteket kihasználó nemesség okozta. Egy-egy rátermett nemes vagy család magához ragadta a hatalmat, és egyeduralmat (signoria) vezetett be. A városi tanács működését visszaszorította a köztársaságot pedig örökletes monarchiává (pl. hercegséggé) alakította.